# Monastère d'Ozren
Pour les articles homonymes, voir Ozren.
Le monastère d'Ozren (en serbe cyrillique : Манастир Озрен ; en serbe latin : Manastir Ozren) est un monastère orthodoxe serbe situé en Bosnie-Herzégovine, sur le territoire du village de Kaluđerica et dans la municipalité de Petrovo (Bosansko Petrovo Selo). Fondé vers 1157, il est inscrit sur la liste des monuments nationaux de Bosnie-Herzégovine.
Le monastère est dédié à saint Nicolas.

## Localisation

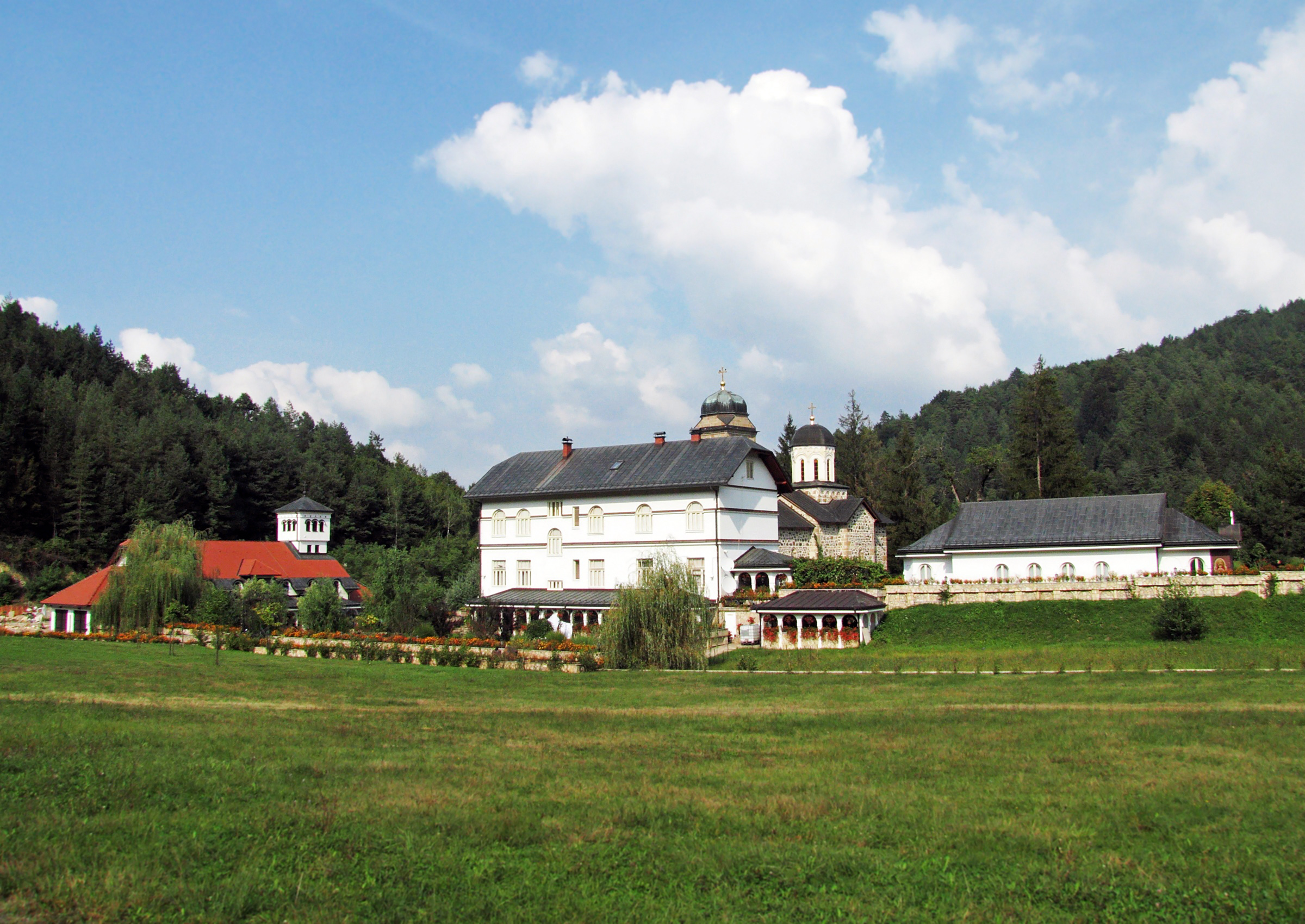
Vue générale du monastère

## Architecture

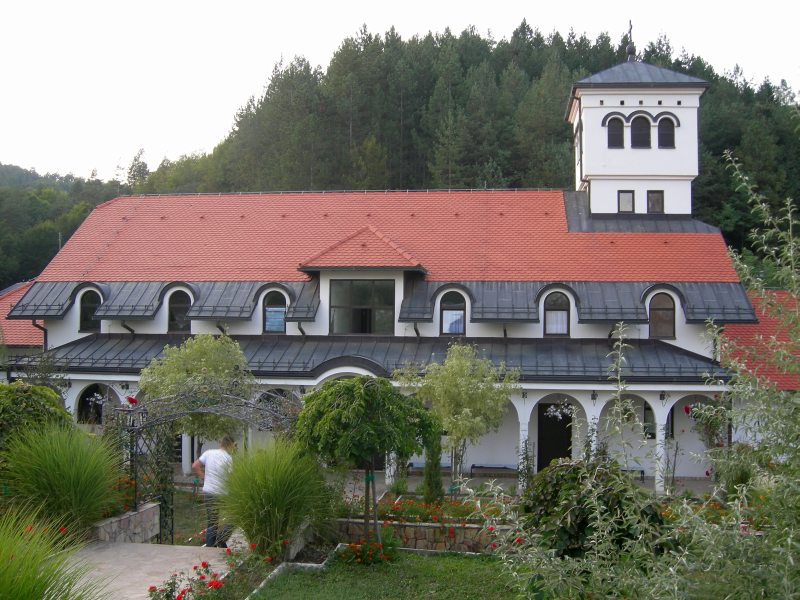
Le konak du monastère